# Explosive Car Tuning 1
Explosive Car Tuning 1 is de eerste cd uit de reeks Explosive Car Tuning, gemixt door Dj Marcky. De cd wordt gekenmerkt door de jump- en hardstyle.

## Tracklist
1. Unknown artist- Explosive Car Tuning (intro) (0:18)
2. Hypnose- The Fly (2:26)
3. Nico P.- Private joke (3:28)
4. Brian NRG- Bass be louder (2:28)
5. The beholder- Beating of the drumz (2:42)
6. Dj Zany- In my mind (2:02)
7. Southstylers- Pounding senses (2:21)
8. K-Traxx- Hardventure (2:48)
9. Alexander Skip- Fanta guitar(xtc mix) (2:54)
10. Metrotraxx- Carbonate (3:30)
11. Major Bryce- Flash over (1:33)
12. KMJ- Black spirit (2:27)
13. Utah Beach- London radio (1:35)
14. D-trax- Earcrash (2:31)
15. Tee & Pee- Provide (2:00)
16. Charlie (B)Rown- Slam'n'Jam (3:26)
17. Deepack- Zero crossing (2:13)
18. TNT - Ti Ta TNT (1:40)
19. Jimmy The Sound- Hasta la vista baby! (1:21)
20. Jimmy The Sound- Bow C Bow (2:46)
21. Jimmy The Sound- Puta code (1:56)
22. Dj Francois- Mind Controller (2:27)
23. Sustain Control- Voice tracker (2:28)
24. A*S*Y*S- From past to phuture (0:53)
25. Derb- This is derb (3:25)
26. Diablo & Klitzing- Control (3:22)
27. Igor S- Boomerang (3:06)
28. Clive King & Scott Marten- Total confusion (1:42)
29. Bosa System- Raw Bass(2:13)
30. Dj Marcky vs. Leeroy- Euphoria (3:53)